# Ho'oponopono (singolo)
Ho'oponopono è un singolo della band rock italiana Tre Allegri Ragazzi Morti, pubblicato il 29 febbraio 2024 da La Tempesta Dischi.

## Descrizione
Il brano, pubblicato il 29 febbraio 2024, è il primo singolo dall'annunciato album Garage Pordenone, la cui uscita è prevista per il 12 aprile 2024.

## Tracce
1. Ho'oponopono – 3:00 (testo: Davide Toffolo – musica: Damiano Negrisoli)

## Formazione
- Davide Toffolo - voce, chitarra
- Enrico Molteni - basso, cori
- Luca Masseroni - batteria, cori